# Vụ án Phạm Công Danh
Vụ án Ngân hàng Xây dựng Việt Nam (còn gọi là Đại án Phạm Công Danh) là vụ Phạm Công Danh chủ tịch Hội đồng quản trị Ngân hàng thương mại cổ phần Xây dựng Việt Nam (VNCB), chủ tịch tập đoàn Thiên Thanh, bị cáo buộc chỉ đạo cấp dưới rút tiền trái phép của Ngân hàng Xây dựng dùng để trả nợ nhận chuyển nhượng VNCB, trả nợ thay cho tập đoàn Thiên Thanh và trả tiền hoa hồng cho những người huy động vốn, dẫn đến mất khả năng thu hồi, gây thất thoát 9.000 tỷ đồng.
Ngày 29/07/2014, ba lãnh đạo VNCB gồm Ông Phạm Công Danh (nguyên Chủ tịch HĐQT), ông Phan Thành Mai (nguyên Tổng giám đốc, thành viên HĐQT) và ông Mai Hữu Khương (nguyên Giám đốc Chi nhánh SG, thành viên HĐQT) đã bị khởi tố và bắt tạm giam để phục vụ điều tra vụ án Cố ý làm trái quy định của Nhà nước về quản lý kinh tế gây hậu quả nghiêm trọng (theo Điều 165 Bộ Luật hình sự) xảy ra tại Công ty TNHH Tập đoàn Thiên Thanh, TP Hồ Chí Minh. Ba ông này tham gia vào bộ máy quản trị Ngân hàng từ năm 2013 đến 28/07/2014.. 
Ban chỉ đạo Trung ương về phòng chống tham nhũng đã chỉ đạo cơ quan tiến hành tố tụng kết thúc điều tra, truy tố, xét xử trong năm 2017 đối với 12 "đại án" kinh tế; trong đó có 5 "đại án" liên quan đến Ngân hàng VNCB.

## Vụ án
Sáng ngày 19 tháng 7 năm 2016, HĐXX TAND Thành phố Hồ Chí Minh đưa ra xét xử 36 bị cáo trong vụ án làm thất thoát hơn 9000 tỉ đồng tại Ngân hàng Xây dựng Việt Nam do Phạm Công Danh (nguyên Chủ tịch HĐQT VNCB) chủ mưu. Gần 50 luật sư tham gia bào chữa cho các bị cáo, bảo vệ quyền và nghĩa vụ cho những người liên quan. Theo đó, bị cáo Phạm Công Danh có năm người bào chữa. 8 bị cáo bị tạm giam và 28 bị cáo được tại ngoại đều có mặt tại phiên tòa. Ngoài ông Phạm Công Danh là Tổng giám đốc Tập đoàn Thiên Thanh còn có nhiều người nguyên là nhân viên tập đoàn này (trong đó có những người chỉ là bảo vệ, rửa xe, nhân viên bình thường) nhưng được nhận lương để làm giám đốc các doanh nghiệp và trực tiếp ký hồ sơ vay tiền của VNCB, gây thất thoát hơn 2000 tỉ đồng cho ngân hàng này.
Trước khi trở thành Chủ tịch HĐQT Ngân hàng Xây dựng Việt Nam, Phạm Công Danh đã là Tổng giám đốc tập đoàn Thiên Thanh, nhận tái cấu trúc lại ngân hàng TrustBank khi đang làm ăn thua lỗ và đổi tên thành Ngân hàng Xây dựng Việt Nam (VNCB).

### Cáo trạng Phạm Công Danh
Theo cáo trạng, Phạm Công Danh lập hồ sơ khống để thực hiện đề án nâng cấp hệ thống Corebanking để rút 63,2 tỉ đồng của VNCB; ký các hợp đồng khống để thuê mặt bằng tại đường Tô Hiến Thành và Sư Vạn Hạnh, sau đó lấy 581 tỉ đồng từ VNCB trả cho các hợp đồng khống này để trả lãi cho các công ty thuộc tập đoàn Thiên Thanh và một số khoản nợ khác. Sau đó, Phạm Công Danh chỉ đạo cấp dưới lập hồ sơ phát hành 2.500 trái phiếu tập đoàn Thiên Thanh và bán 900 trái phiếu (trị giá 900 tỉ) này cho 3 công ty từ nguồn tiền của VNCB rồi chuyển tiền cho Danh sử dụng. Ngoài ra, Phạm Công Danh còn rút 5490 tỉ đồng từ tiền gửi của khách hàng vào VNCB mà không có chữ ký của khách hàng là bà Trần Ngọc Bích, gây thiệt hại cho VNCB. Vì cần tiền trả nợ, Phạm Công Danh đã ký các hợp đồng mua bán nguyên vật liệu khống để rút 4700 tỉ đồng của VNCB để trả nợ cho nhiều nhóm khác nhau. Chỉ trong 2 năm (từ năm 2012 đến 2014) tổng số tiền mà Phạm Công Danh gây thiệt hại cho VNCB đến thời điểm khởi tố vụ án là hơn 9000 tỉ đồng.

### Tội trạng nhân viên
Các bị cáo, là nhân viên, cán bộ của VNCB, đã không thực hiện đúng chức năng của mình, vi phạm về quy định cho vay, để thông qua hồ sơ vay vốn 12 công ty bù nhìn của Tập đoàn Thiên Thanh, làm thất thoát gần 2.000 tỉ đồng.

### Tội trạng nhân viên NHNN
Cơ quan điều tra cũng đang làm rõ hành vi "Thiếu trách nhiệm gây hậu quả nghiêm trọng" của 4 thành viên tổ giám sát Ngân hàng nhà nước đặt tại Ngân hàng VNCB.

### Tội trạng Phạm Thị Trang
Hội đồng xét xử TAND TP Hồ Chí Minh nhận định, Phạm Thị Trang là người giúp sức tích cực cho Phạm Công Danh tìm kiếm khách hàng lớn cho Ngân hàng VNCB nhằm rút tiền chi "chăm sóc khách hàng" trái với quy định pháp luật. Trang là người giới thiệu Công ty TNHH Dịch vụ và Thương mại JSC An Phát cho Phạm Công Danh lập khống hồ sơ nâng cấp hệ thống Corebanking, gây thiệt hại cho Ngân hàng VNCB hơn 63,7 tỷ đồng. Dưới sự giúp sức của Trang, Phạm Công Danh và đồng phạm đã rút 5.490 tỷ đồng nhưng chứng từ không có chữ ký của chủ tài khoản. Ngoài ra, Phạm Thị Trang còn được ngân hàng đầu tư và phát triển Việt Nam (BIDV) Chi nhánh Sở giao dịch 2 giải ngân 1.700 tỷ đồng vào tài khoản của Trang tại Ngân hàng TMCP Á Châu,

### Tội trạng nhóm Hội đồng tín dụng Ngân hàng Đại Tín
Vụ vi phạm quy định trong hoạt động của các tổ chức tín dụng liên quan đến hành vi của nhóm Hội đồng tín dụng Ngân hàng Đại Tín (TrustBank), tiền thân của Ngân hàng VNCB, trong đó có ông Hoàng Văn Toàn, nguyên Chủ tịch HĐQT Ngân hàng này. Ông Toàn và các thành viên khác đã tham gia duyệt cấp tín dụng 2 hồ sơ vay của Công ty Đại Hoàng Phương và Công ty Thịnh Quốc với tổng số tiền 650 tỷ đồng không đúng quy định, gây thiệt hại trên 470 tỷ đồng.

### Tội trạng nhóm cổ đông Phú Mỹ
Vụ cố ý làm trái quy định của Nhà nước về quản lý kinh tế gây hậu quả nghiêm trọng, vi phạm quy định về cho vay trong hoạt động của các tổ chức tín dụng xảy ra tại TrustBank liên quan đến hành vi của Hứa Thị Phấn. Bà Phấn là đại diện cho nhóm cổ đông Phú Mỹ, sở hữu gần 85% cổ phần của Ngân hàng TrustBank. Trong quá trình điều hành TrustBank, nhóm cổ đông này đã khiến ngân hàng rơi vào tình trạng âm 2.854 tỷ đồng vốn chủ sở hữu và lỗ lũy kế hơn 6 ngàn tỷ đồng.

### Trách nhiệm ngân hàng nhà nước
Ngày 22-3, VKSND Tối cao truy tố ông Đặng Thanh Bình, nguyên phó Thống đốc Ngân hàng Nhà nước Việt Nam (NHNN) và các thành viên tổ giám sát của NHNN gồm ông Hà Tấn Phước, Phạm Thế Tuân, Lê Văn Thanh, Ngô Văn Thanh tội thiếu trách nhiệm gây hậu quả nghiêm trọng việc kiểm tra năng lực tài chính của Ngân hàng Xây dựng, VNCB. Hà Tấn Phước là tổ trưởng tổ giám sát, nguyên Phó giám đốc NHNN chi nhánh Long An. Ông Phạm Thế Tuân là tổ phó tổ giám sát, nguyên Phó giám đốc Vietcombank chi nhánh Thành phố Hồ Chí Minh. Ông Lê Văn Thanh nguyên là Chánh thanh tra NHNN tỉnh Long An, thành viên tổ giám sát. Ông Ngô Văn Thanh, thành viên tổ giám sát, nguyên là Phó phòng kiểm tra, giám sát tuân thủ Vietcombank Long An.

### Kê biên tài sản
Để đảm bảo cho việc khắc phục hậu quả, các cơ quan tố tụng đã kê biên 37 bất động sản của Phạm Công Danh hoặc thuộc sở hữu của các công ty thuộc tập đoàn Thiên Thanh đang là tài sản đảm bảo tại một số ngân hàng: Phương Nam; Agribank chi nhánh Tân Phú; Agribank chi nhánh Láng Hạ; Ngân hàng Xây dựng và một số tài sản này dùng để góp vốn với công ty cổ phần PVI.
Ngoài ra, xác minh tài khoản của Phạm Công Danh và các công ty của Danh là 3.629 tỉ đồng và số dư còn lại ở VNCB là 1.377 tỉ đồng.

### Bản án các bị cáo
Ngày 24.1.2017, Tòa phúc thẩm không chấp nhận kháng cáo, giữ nguyên toàn bộ bản án sơ thẩm ngày ngày 9 tháng 9 năm 2016 của TAND Thành phố Hồ Chí Minh. Theo đó, bị cáo Phạm Công Danh lãnh án 20 năm tù về tội vi phạm quy định về cho vay trong hoạt động của các tổ chức tín dụng; 18 năm tù cố ý làm trái quy định của Nhà nước về quản lý kinh tế gây hậu quả nghiêm trọng. Tổng hợp hình phạt đối với bị cáo Danh là 30 năm tù.
Ngoài mức án trên, HĐXX cũng tuyên buộc bị cáo Phạm Công Danh phải hoàn trả tổng cộng hơn 6.000 tỉ đồng gốc và lãi mà bị cáo Phạm Công Danh thực hiện các hành vi vi phạm rút hoặc vay từ VNCB. Đồng thời, HĐXX tuyên tiếp tục kê biên những tài sản của Phạm Công Danh, tài sản của Tập đoàn Thiên Thanh để đảm bảo thi hành án.
Cùng hai tội danh nêu trên, bị cáo Phan Thành Mai (nguyên tổng giám đốc VNCB) cũng bị tuyên y án 22 năm tù; Mai Hữu Khương (nguyên thành viên HĐQT VNCB) 20 năm tù; Hoàng Đình Quyết (nguyên phó giám đốc VNCB chi nhánh Sài Gòn) 19 năm tù.

## Thi hành án
Số tiền phải thi hành án là gần 12.000 tỉ đồng. Tính đến nay (11 tháng 7 năm 2017), Cục thi hành án dân sự Thành phố Hồ Chí Minh đã thu hồi được hơn 5000 tỉ đồng (đạt 40%).